# Jan Sołtys
Jan Sołtys (ur. 13 września 2000 w Jastrzębiu-Zdroju) – polski hokeista, reprezentant Polski.

## Kariera
- JKH GKS / Zryw do lat 14 (2013/2014)
- JKH GKS Jastrzębie do lat 16 (2015/2016)
- JKH GKS Jastrzębie do lat 18 (2016/2017)
- SMS PZHL Sosnowiec do lat 18 (2016/2017)
- SMS PZHL Sosnowiec do lat 20 (2016/2017, 2017/2018)
- SMS PZHL Katowice do lat 18 (2017/2018)
- SMS PZHL Katowice do lat 20 (2017/2018)
- JKH GKS Jastrzębie do lat 20 (2018/2019)
- SMS PZHL Katowice (2018/2019)
- PZHL U23 (2018/2019)
- JKH GKS Jastrzębie (2018-2021)
  -  Polonia Bytom (2020/2021)
- Re-Plast Unia Oświęcim (2021-2024)
- JKH GKS Jastrzębie (2024)
- Zagłębie Sosnowiec (2024-)

Wychowanek klubu JKH GKS Jastrzębie. Od sezonu 2018/2019 występował w zespole seniorskim tego klubu. W 2021 związał się trzyletnim kontraktem z Re-Plast Unią Oświęcim. Od maja 2024 ponownie w JKH, skąd odszedł pod koniec listopada tego roku. W grudniu 2024 został zaangażowany przez Zagłębie Sosnowiec.
W barwach reprezentacji Polski do lat 18 uczestniczył w turniejach mistrzostw świata juniorów do lat 18 edycji 2017 (Dywizja IB), 2018 (Dywizja IIA; w tym turnieju był kapitanem kadry). W barwach reprezentacji Polski do lat 20 uczestniczył w turniejach mistrzostw świata juniorów do lat 20 edycji 2018, 2019 (Dywizja IB). Podjął występy w seniorskiej kadrze Polski w sezonie 2018/2019.

## Osiągnięcia
Klubowe
- Srebrny medal mistrzostw Polski juniorów: 2018 z JKH GKS Jastrzębie do lat 20
- Brązowy medal mistrzostw Polski juniorów: 2019 z JKH GKS Jastrzębie do lat 20
- Puchar Polski: 2018, 2021 z JKH GKS Jastrzębie
- Puchar Wyszehradzki: 2020 z JKH GKS Jastrzębie
- Brązowy medal mistrzostw Polski: 2020[6] z JKH GKS Jastrzębie, 2023 z Unią Oświęcim
- Superpuchar Polski: 2020 z JKH GKS Jastrzębie
- Złoty medal mistrzostw Polski: 2021 z JKH GKS Jastrzębie, 2024 z Unią Oświęcim
- Srebrny medal mistrzostw Polski: 2022 z Re-Plast Unią Oświęcim
- Finał Pucharu Polski: 2022 z Tauron Re-Plast Unia Oświęcim